# Jules Schermer
Jules Schermer (* 15. September 1908 in Jessup, Pennsylvania; † 23. März 1996 in Los Angeles; eigentlich Jules Sigmund Schermer) war ein US-amerikanischer Filmproduzent.

## Leben
Der in Pennsylvania geborene Schermer wuchs in Yorktown, Ohio auf und arbeitete in seiner Jugend als Platzanweiser in einem Kino. Ende der 1920er Jahre brach er sein Medizinstudium an der Ohio State University ab und ging nach New York City, wo er für die Paramount Pictures in der Vertriebsabteilung arbeitete. Zu Beginn der 1930er Jahre zog Schermer nach Los Angeles und begann für die Zeitschrift The Hollywood Reporter als Journalist und Filmkritiker zu schreiben. Anfang der 1940er Jahre wurde Schermer Associate Producer bei Paramount. Während des Zweiten Weltkrieges diente Schermer in Culver City als Staff Sergeant in der First Motion Picture Unit, einer Einheit der United States Army Air Forces, die 1942 gegründet wurde um, unter anderen, Trainings- und Propagandafilme zu produzieren. Nach dem Krieg arbeitete Schermer als Produzent für die Columbia Pictures, sowie für 20th Century Fox und die Warner Bros., für die er sechs Jahre deren Fernsehabteilung leitete.

## Leistungen
Schermer, der zunächst 1942 als Associate Producer bei der von Sol C. Siegel produzierten Komödie True to the Army beteiligt war, schrieb mit Edward Doherty das Drehbuch zu Fünf Helden (The Sullivans) einem Kriegsdrama um fünf Brüder, die in der US Navy dienten. Doherty und Schermer wurden für den Oscar für die Beste Originalgeschichte nominiert, den Preis erhielt dann jedoch Leo McCarey für den Film Der Weg zum Glück.
1947 produzierte Schermer den Kriminalfilm Abgekartetes Spiel (Framed) mit Edward Buchanan und Glenn Ford in den Hauptrollen. Im gleichen Jahr folgte der Western Der Richter von Colorado (The Man from Colorado), den Schermer ebenfalls für die Columbia produzierte. 
Nachdem er 1952 den Abenteuerfilm Schwarze Trommeln (Lydia Bailey) mit Anne Francis in der Hauptrolle für die 20th Century Fox produziert hatte, folgte 1953 der Kriminalfilm Polizei greift ein (Pickup on South Street) von Regisseur Samuel Fuller, ebenfalls für die 20th Century Fox.
Im Jahr 1969 produzierte Jules Schermer mit dem Drama Matsoukas, der Grieche (A Dream of Kings), seinen letzten Film. Seine Arbeit für das Fernsehen umfasste Produktionen wie Die Leute von der Shiloh Ranch und Daniel Boone sowie die Westernserie Lawman.

## Filmografie
- 1944: Fünf Helden (The Sullivans)
- 1947: Abgekartetes Spiel (Framed)
- 1947: Der Richter von Colorado (The Man from Colorado)
- 1949: Illegal Entry
- 1950: Menschen ohne Seele (Union Station)
- 1952: Schwarze Trommeln (Lydia Bailey)
- 1952: Der Stolz von St. Louis (The Pride of St. Louis)
- 1953: Polizei greift ein (Pickup on South Street)
- 1954: Schachmatt (The Pushover)
- 1956: Das Herz eines Millionärs (These Wilder Years)
- 1958: Der Zwiebelkopf (Onionhead)
- 1969: Matsoukas, der Grieche (A Dream of Kings)